# Илжа
Илжа (пољ. Iłża) град је у Пољској у Војводству мазовском. По подацима из 2012. године број становника у месту је био 5111.

## Становништво
| 2012. |
| ----- |
| 5.111 |